# بيكربونات البوتاسيوم
بيكربونات البوتاسيوم مركب كيميائي صيغته KHCO3، ويوجد في الشروط القياسية على شكل صلب بلوري أبيض اللون.

## التحضير
يحضر المركب من تفاعل محلول كربونات البوتاسيوم مع غاز ثنائي أكسيد الكربون في الماء:
{\displaystyle \mathrm {K_{2}CO_{3}+CO_{2}+H_{2}O\longrightarrow 2\ KHCO_{3}} }

## الخواص
يوجد المركب في الشروط القياسية على شكل بلورات بيضاء، ذات انحلالية جيدة في الماء، لكنها لا تنحل في الكحول.
تبلغ قيمة ثابت تفكك الحمض pKa لبيكربونات البوتاسيوم مقدار 10.33.

## الاستخدامات
يستخدم المركب مصدراً لغاز CO2 في نفاشية المخبوزات والمعجنات؛ كما يستخدم في مطافء الحريق.
من التطبيقات الأخرى للمركب أيضاً استخدامه في ضبط حموضة الوسط، وذلك في المشروبات الغازية على سبيل المثال.